# Coupe Femina de ski
La Coupe Femina est une compétition annuelle féminine de ski alpin qui se déroule de 1931 à 1939. Elle est créée par le magazine Femina qui s'est inspiré de ses autres évènements mettant en avant les femmes telles la Coupe Femina en aviation (1910-1913) et la Coupe Femina de golf (1908-). L'épreuve s'inscrit sous l'autorité de la fédération française de ski.
Le ski alpin fait son irruption en France au début des années 1930 et très vite une demande d'organisation de compétitions débute. Très vite, le ski alpin devient un sport ouvert aux femmes et le magazine Femina pallie l'absence d'un Championnat de France de ski alpin pour en créer une version féminine dès 1931.

## Palmarès
| Année | Lieu            | Date            | Épreuve  | Vainqueur          | Deuxième                | Troisième                               |
| ----- | --------------- | --------------- | -------- | ------------------ | ----------------------- | --------------------------------------- |
| 1931  | Megève          | février 1931    | Descente | Mme Bertolini      | Mlle Holtz              | Mme Baudry                              |
| 1932  | Megève          | 31 janvier 1932 | Descente |                    |                         |                                         |
| 1933  | Megève          | 3 février 1933  | Descente | Mme Roch           | Mlle Bouvier            | Mme Vallot                              |
| 1934  | Mont Revard     | 15 février 1934 | Descente | Georgette Galtier  |                         |                                         |
| 1935  | Villard-de-Lans | 17 février 1935 | Descente | Georgette Galtier  | Jacqueline Brisson      | Zizi du Manoir                          |
| 1936  | Megève          | février 1936    | Descente | Zizi du Manoir     | Georgette Galtier       | Jacqueline Brisson                      |
| 1936  | Megève          | février 1936    | Slalom   | Jacqueline Brisson | Georgette Galtier       | Colette Brandicourt                     |
| 1936  | Megève          | février 1936    | Combiné  | Jacqueline Brisson | Georgette Galtier       | Zizi du Manoir                          |
| 1937  | Megève          | février 1937    | Descente | Jacqueline Brisson | Christiane de Margerie  | Didi Baudron                            |
| 1937  | Megève          | février 1937    | Slalom   | Jacqueline Brisson | Mlle Desoche            | Mlle Y. Lafforgue Mlle Geneviève Martin |
| 1937  | Megève          | février 1937    | Combiné  | Jacqueline Brisson | Christiane de Margerie  | Didi Baudron                            |
| 1938  | Chamonix        | février 1938    | Descente | Jacqueline Brisson | Nicole Villan           | Cécile Agnel                            |
| 1938  | Chamonix        | février 1938    | Slalom   | Jacqueline Brisson | Nicole Villan           | Cécile Agnel                            |
| 1938  | Chamonix        | février 1938    | Combiné  | Jacqueline Brisson | Nicole Villan           | Cécile Agnel                            |
| 1939  | Mont-Dore       | 25 février 1939 | Descente | Jacqueline Brisson | Marcelle Motte          | Didi Baudron Mlle Geneviève Martin      |
| 1939  | Mont-Dore       | 25 février 1939 | Slalom   | Jacqueline Brisson | Jeannette de Rouffignac | Didi Baudron                            |
| 1939  | Mont-Dore       | 25 février 1939 | Combiné  | Jacqueline Brisson | Jeannette de Rouffignac | Didi Baudron                            |